# Emerich Hermann
Emerich Hermann (Budapest, 18 dicembre 1893 – ...) è stato un allenatore di calcio ungherese.

## Carriera
Negli anni trenta ha allenato diverse squadre italiane, tra cui Udinese e Treviso.

## Palmarès

### Allenatore

#### Competizioni nazionali
- Prima Divisione: 1

Udinese: 1934-1935

#### Competizioni regionali
- Campionato italiano di terza divisione: 1

Perugia: 1929-1930